# Eusebia (mitología)
En la mitología griega, Eusebia (en griego: Eὐσέβεια, Eusébeia) era la personificación de la piedad, comprendida como la veneración y respeto para con los dioses o parientes. Para los órficos Justicia (Dike) es engendrada por Ley (Nomo) y Piedad (Eusebia). En latín se utilizaba su equivalente, Pietas, mucho más común. 
«Beber [moderadamente] es beneficioso para el cuerpo, la mente y el decoro. Es muy adecuado para los actos de Afrodita y para el sueño, un refugio contra el esfuerzo, y para Higía, la más agradable de los dioses a los mortales, y para la Piedad (Eusebia), allegada de la Moderación (Sofrosina)».